# Zibo

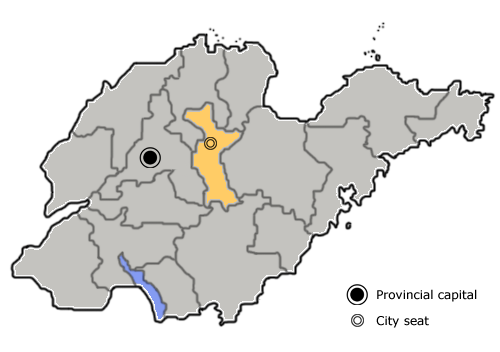
Lage Zibos in Shandong

Zibo (chinesisch 淄博市, Pinyin Zibó Shì) ist eine bezirksfreie Stadt in der chinesischen Provinz Shandong. Das Verwaltungsgebiet von Zibo hat eine Fläche von 5.965 km² und 4.704.138 Einwohner (Stand: Zensus 2020). Die Bevölkerungsdichte liegt bei knapp 694 Einwohnern/km². In dem eigentlichen städtischen Siedlungsgebiet von Zibo leben 2,2 Millionen Menschen (Stand: Zensus 2010). Zibo liegt am Gelben Fluss auf 37° 13' n. Br. und 118° 04' ö.L.

## Geographie

### Administrative Gliederung
Auf Kreisebene setzt sich Zibo aus fünf Stadtbezirken und drei Kreisen zusammen. Diese sind (Stand: Zensus 2010):
- Stadtbezirk Zhangdian (张店区), 360 km², 929.242 Einwohner, Zentrum, Sitz der Stadtregierung;
- Stadtbezirk Zichuan (淄川区), 960 km², 731.848 Einwohner;
- Stadtbezirk Boshan (博山区), 698 km², 463.013 Einwohner;
- Stadtbezirk Linzi (临淄区), 664 km², 642.831 Einwohner;
- Stadtbezirk Zhoucun (周村区), 307 km², 362.294 Einwohner;
- Kreis Huantai (桓台县), 509 km², 504.011 Einwohner, Hauptort: Großgemeinde Suozhen (索镇镇);
- Kreis Gaoqing (高青县), 831 km², 347.867 Einwohner, Hauptort: Großgemeinde Tianzhen (田镇镇);
- Kreis Yiyuan (沂源县), 1.636 km², 549.491 Einwohner, Hauptort: Großgemeinde Nanma (南麻镇).

| Karte                                                         |
| ------------------------------------------------------------- |
| Zichuan Zhangdian Boshan Linzi Zhoucun Huantai Gaoqing Yiyuan |

## Geschichte
Linzi war zur Zeit der Frühlings- und Herbstannalen und zur Zeit der Streitenden Reiche, von 384 v. Chr. bis 221 v. Chr., die Hauptstadt des Staates Qi (齊; pinyin: Qí).
Das Gebiet der damaligen Stadt Zichuan war die Heimat des Dichters Pu Songling (1640–1715), der vor allem durch seine Seltsamen Geschichten aus Liao Zhai (Liao Zhai Zhi Yi) berühmt wurde.
1937 wurden die damals noch selbständigen Städte Zichuan, Boshan und Zhangdian im zweiten Japanisch-Chinesischen Krieg (1937–1945) von Japan eingenommen, unter japanischer Herrschaft begann dann die umfangreiche Industrialisierung der Region.
Die Stadt Zibo entstand 1955 durch Zusammenschluss der Städte Zichuan und Boshan, deren Namen zu Zibo verschmolzen wurden. Schon im August 1945 wurde ein Sondergebiet mit diesem Namen gebildet. 1961 wurde das Verwaltungszentrum von Boshan nach Zhangdian umgesiedelt.
Zwischen 1953 und 1958 verdreifachte sich die Einwohnerzahl von 259.000 auf 875.000 und 1963 löste Zibo Qingdao als größte Industriestadt in Shandong ab.

## Politik

### Städtepartnerschaften
Zibo unterhält Städtepartnerschaften mit elf Städten:
| Stadt                | Land                             | seit |
| -------------------- | -------------------------------- | ---- |
| Batumi               | Georgien                         | 1998 |
| Provinz Bergamo      | Italien                          | 2007 |
| Bratsk               | Russland                         | 2007 |
| Erie                 | Vereinigte Staaten, Pennsylvania | 1985 |
| Gwangju              | Südkorea                         | 2003 |
| Kamo                 | Japan                            | 1993 |
| La Roche-sur-Yon     | Frankreich                       | 1991 |
| Mandaue City         | Philippinen                      | 2002 |
| Newcastle            | Südafrika                        | 2002 |
| São José dos Pinhais | Brasilien                        | 2009 |
| Weliki Nowgorod      | Russland                         | 1995 |

## Wirtschaft
Zibo ist traditionell gewerblich geprägt, schon früh galt die Stadt als Zentrum der Seidenweberei. Heute ist Zibo eine der 50 wirtschaftlich stärksten Städte Chinas. Die Stadt liegt auf einem großen Kohlevorkommen, dadurch bedingt liegt der industrielle Schwerpunkt in der Kohle- und Petrochemie, zudem in der Keramik und im Maschinenbau. Zibo vereint vor allem die Schwerindustrie. Die Leichtindustrie und Nahrungsmittelproduktion findet sich vor allem in Zhangdian.
Laut einer Studie aus dem Jahr 2014 erwirtschafte Zibo ein Bruttoinlandsprodukt von 100,3 Milliarden US-Dollar in Kaufkraftparität. In der Rangliste der wirtschaftsstärksten Metropolregionen weltweit belegte sie damit den 134. Platz. Das BIP pro Kopf liegt bei 21.681 US-Dollar (KKB). Das BIP pro Kopf wuchs 2000 bis 2014 im Durchschnitt um 12,8 % jährlich.

## Sehenswürdigkeiten
Im Norden von Linzi befinden sich die Ruinen der alten Hauptstadt von Qi, die ausgegrabenen Artefakte werden seit 2016 im neu eröffneten Qi-Kultur-Museum (齐文化博物院) gezeigt. Ein weiteres Museum ist dem in Zichuan geborenen Schriftsteller Pu Songling gewidmet. Boshan, gelegen in einem gebirgigen Tal, ist für die Schönheit seiner bewaldeten Hänge bekannt. Im Yuanshan Nationalforst im Südwesten von Boashan stehen einige Überreste der Großen Mauer des Staates Qi.

## Söhne und Töchter der Stadt
- Du Li (* 1982), Sportschützin
- Li Xue (* 1985), französische Tischtennisspielerin chinesischer Herkunft
- Zhou Tong (* 1990), Fußballspieler
- Qi Ying (* 1997), Sportschütze
- Yan Bingtao (* 2000), international erfolgreicher Snookerspieler
- Yang Junxuan (* 2002), Schwimmerin